# Cethosia obscura
Cethosia obscura är en fjärilsart som beskrevs av Guérin-ménéville 1829. Cethosia obscura ingår i släktet Cethosia och familjen praktfjärilar. IUCN kategoriserar arten globalt som livskraftig. Inga underarter finns listade i Catalogue of Life.